# Хувенаэрс, Хенри
Хенри Хувенаэрс (нидерл. Henri Hoevenaers, 1 мая 1902 — 12 ноября 1958) — бельгийский велогонщик, чемпион мира, призёр Олимпийских игр.
Родился в 1902 году в Антверпене. В 1922-1924 году становился чемпионом Бельгии в раздельной гонке. В 1924 году на Олимпийских играх в Париже завоевал серебряные медали в раздельной гонке и командной раздельной гонке, и бронзовую - в командной гонке преследования. В 1925 году выиграл чемпионат мира среди любителей.